# Nothing but Trouble
Nothing But Trouble é um filme de comédia de terror americano de 1991 dirigido por Dan Aykroyd.

## História
Em uma festa em seu apartamento em Manhattan, Chris Thorne (Chase) conheçe Diane Lightson (Moore) e concorda em levá-la até Atlantic City, no dia seguinte seu irmão "Brazillionaire" e sua irmã Fausto e Renalda se encontra com eles e convida-os juntos para uma viagem. Ao longo do caminho Chris faz um desvio fora de New Jersey Turnpike e eles acabam em uma aldeia decadente da Valkevania. Por não cumprir um sinal vermelho de parada, e eles são perseguidos e tentam escapar do Oficial Dennis Valkenheiser (Candy).

## Prêmios
O filme foi indicado a seis prêmios Framboesa de Ouro, em 1991, incluindo Pior Filme, Pior Atriz (Demi Moore), Pior Atriz Coadjuvante (John Candy no arrasto) Pior Roteiro e Pior Diretor. Ele recebeu um Framboesa de Ouro de Pior Ator Coadjuvante, que era Dan Aykroyd como mentalmente perturbado "Shire Reeve" Juiz Alvin Valkenheiser. David B. Miller foi indicado para o prêmio Saturn de Melhor Maquiagem.

## Reação
Nothing But Trouble recebeu críticas extremamente negativa, e fracassou nas bilheterias, ganhando cerca de US $ 8 Milhões em os Estados Unidos em um orçamento estimado de US $ 40 Milhões de dólares. Ela tem atualmente de 9% no Rotten Tomatoes. Apesar dos comentários negativos de críticos esmagadora, o filme é considerado um clássico.

## Elenco
| Ator            | Personagem                      |
| --------------- | ------------------------------- |
| Chevy Chase     | Chris Thorne                    |
| Demi Moore      | Diane Lightson                  |
| John Candy      | Dennis Valkenheiser / Eldona    |
| Dan Aykroyd     | Reeve Alvin Valkenheiser / Bobo |
| Taylor Negron   | Fausto                          |
| Bertila Damas   | Renalda                         |
| Valri Bromfield | srta. Purdah                    |